# Kim Rømer
Kim Rømer (født 25. februar 1959 i København) er en dansk skuespiller.

## Filmografi
- Mord i Paradis (1988)
- Dansen med Regitze (1989)
- En dag i oktober (1991)